# Marian Orlik
Marian Orlik (ur. 9 maja 1916 w Szamotułach, zm. 3 grudnia 1952 w Warszawie) – podpułkownik Wojska Polskiego, mianowany pośmiertnie generałem brygady.

## Życiorys
Syn Franciszka, robotnika. Ukończył szkołę powszechną oraz Państwowe Gimnazjum i Liceum im. ks. Piotra Skargi w Szamotułach. W 1936 roku uzyskał świadectwo dojrzałości. Zgłosił się na ochotnika do Szkoły Podchorążych Piechoty w Komorowie koło Ostrowi Mazowieckiej. Obowiązkową praktykę odbył w 1 pułku piechoty Legionów w Wilnie, a później został przeniesiony do 56 pułku piechoty wielkopolskiej w Krotoszynie. W szeregach tego oddziału walczył w kampanii wrześniowej 1939 roku. Był dowódcą I plutonu 5 kompanii strzeleckiej. 22 września pod Młocinami został ciężko ranny i dostał się do niemieckiej niewoli. Odznaczony Krzyżem Walecznych. W niewoli przebywał w obozach: VIII B Lamsdorf (Łambinowice), XI B Braunschweig oraz II C Woldenberg.
Po wyzwoleniu ewakuowanej kolumny obozowej powrócił do rodzinnych Szamotuł. Tu uruchamiał miejscowe gimnazjum, uczył w nim matematyki, łaciny i języka francuskiego. W maju 1945 roku został przyjęty do Wojska Polskiego i zweryfikowany w stopniu porucznika. Ukończył kurs dowódców kompanii w Centrum Wyszkolenia Piechoty w Warszawie oraz kurs oficerów sztabów pułków. Od listopada 1945 w wydziale operacyjnym sztabu Krakowskiego Okręgu Wojskowego, następnie w sztabie Grupy Operacyjnej „Wisła” i Grupy Operacyjnej „Tatry” jako szef wydziału organizacyjnego. Od września 1947 roku pełnił służbę w Sztabie Generalnym Wojska Polskiego na stanowisku pomocnika szefa wydziału studiów operacyjnych. Awansowany na podpułkownika. Wkrótce został przeniesiony do Centrum Wyszkolenia Medycznego w Łodzi na stanowisko starszego wykładowcy. Ponieważ jako przedwojenny oficer spotykał się z nieufnością, starał się o zwolnienie z wojska.

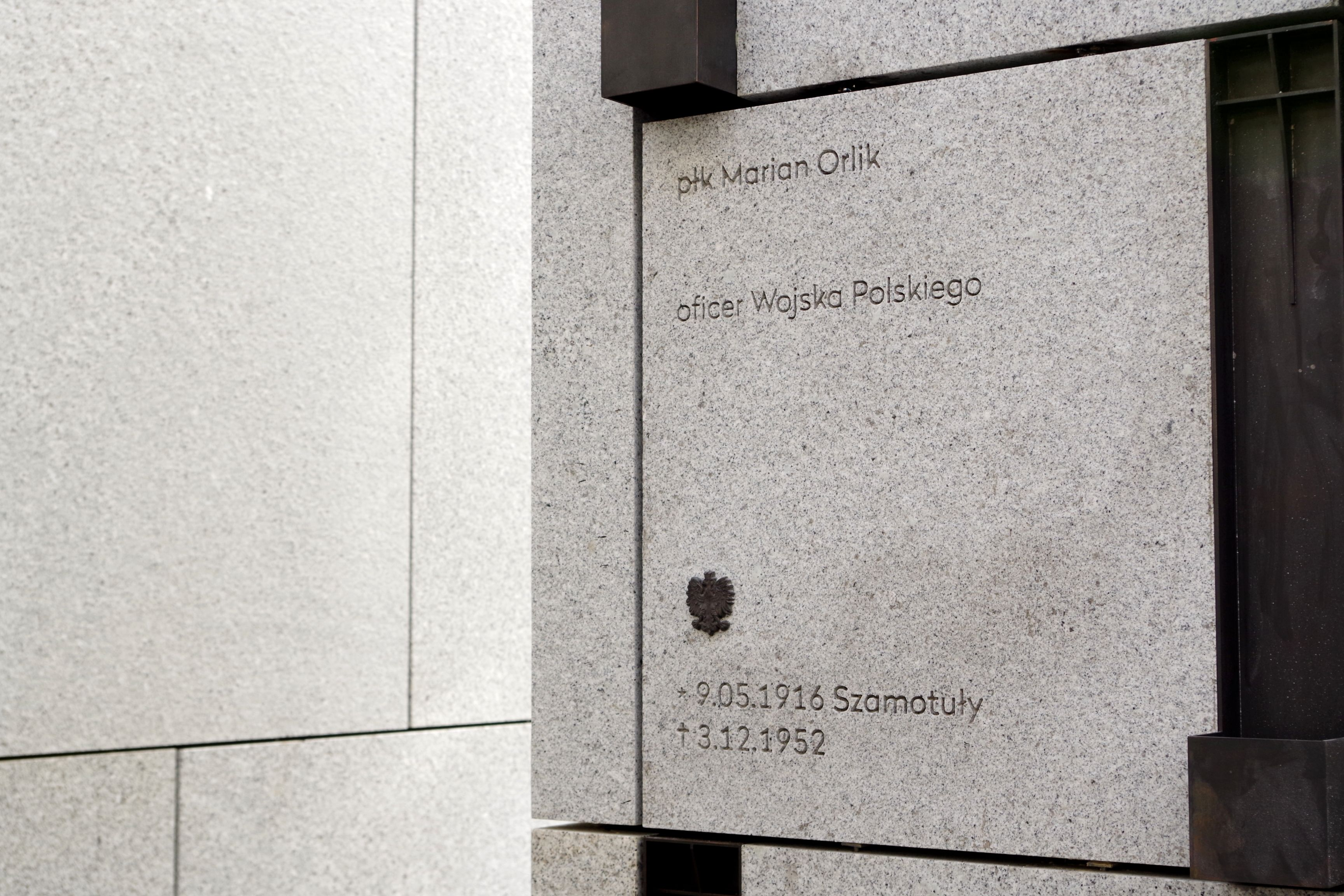
Grób płk. Mariana Orlika w Panteonie – Mauzoleum Wyklętych-Niezłomnych na Cmentarzu Wojskowym na Powązkach w Warszawie.

Aresztowany 21 maja 1952, oskarżony o tzw. „spisek w wojsku”, przeszedł okrutne śledztwo w GZI. 8 sierpnia 1952 NSW w Warszawie w rozprawie nr. Sn.15/52 pod przewodnictwem ppłk. Juliusza Krupskiego skazał go na podstawie art. 86 § 1,2 Kodeksu Karnego Wojska Polskiego wraz z Ludwikiem Głowackim, mjr. Władysławem Skoczniem i Aleksandrem Kitą na karę śmierci. Prezydent Bierut nie skorzystał z prawa łaski. Płk Marian Orlik został stracony 3 grudnia 1952.
Jego zwłoki zostały przez organa bezpieczeństwa publicznego potajemnie pogrzebane w kwaterze na tzw. „Łączce” na terenie Cmentarza Wojskowego na Powązkach w Warszawie. 
Zrehabilitowany 4 maja 1956 roku. Upubliczniony w 1999 raport tzw. Komisji Mazura wymienia go z nazwiska jako bezzasadnie skazanego na śmierć.
28 lutego 2014, podczas uroczystości w Belwederze z udziałem prezydenta RP Bronisława Komorowskiego, Rada Ochrony Pamięci Walk i Męczeństwa, Pomorski Uniwersytet Medyczny w Szczecinie i Instytut Pamięci Narodowej ogłosiły, że zidentyfikowano szczątki Mariana Orlika wśród ofiar pomordowanych przez organa bezpieczeństwa publicznego w latach 1945–1956, pochowanych w Kwaterze na Łączce przy murze cmentarnym Cmentarza Wojskowego na Powązkach w Warszawie. Identyfikację szczątków odnalezionych na kwaterze "Ł" przeprowadzono w ramach Projektu Poszukiwań Miejsc Pochówku i Identyfikacji Ofiar Totalitaryzmów Polskiej Bazy Genetycznej Ofiar Totalitaryzmów.
22 stycznia 2016 roku prezydent RP Andrzej Duda, na wniosek Ministra Obrony Narodowej Antoniego Macierewicza, mianował go pośmiertnie generałem brygady, jako „Żołnierza Wyklętego”.

## Ordery i odznaczenia
- Krzyż Walecznych - 1939
- Złoty Krzyż Zasługi - 1947
- Srebrny Krzyż Zasługi dwukrotnie - 1946